# 페드루 엔히키 지 오를레앙스이브라간사
페드루 엔히크 지 오를레앙스이브라간사(포르투갈어: Pedro Henrique Afonso Filipe Maria Gastão Miguel Gabriel Rafael Gonzaga de Orléans e Bragança e Bourbon 페드루 엔히키 아폰수 필리피 마리아 가스탕 미게우 가브리에우 하파에우 곤자가 지 오를레앙스 이 브라간사 이 보르봉[*], 1909년 9월 13일 ~ 1981년 7월 5일)은 브라질 제국의 마지막 브라질 황태녀인 브라질 황태녀 이사벨의 손자로서, 그녀의 장남인 루이스 황자가 이사벨보다 먼저 죽으면서 브라질 황태자가 되었고, 그녀가 죽자 이름뿐인 작위가 되어버린 브라질 황제가 되었다.
1937년 마리아 엘리자베트 폰 바이에른 왕녀와 결혼하여 13명의 자녀를 두었다. 